# Codreni (okręg Vaslui)
Codreni – wieś w Rumunii, w okręgu Vaslui, w gminie Roșiești. W 2011 roku liczyła 109 mieszkańców.